# Козельники (Львов)
Козе́льники — местность Сыховского района Львова. Козельники расположены между улицами Луганская и Хуторовка и проспектом Червоной Калины.
В прошлом Козельники были пригородным селом на юго-восточной окраине Львова. Село впервые упоминается в 1374 году. Сельская застройка частично сохранилась в окрестностях нынешних улиц Бережанской и Радужной. По польской переписи населения 1921 г. в Козельниках проживал 841 житель, из них 774 римокатолика, 30 грекокатоликов, 37 евреев. Северная часть Козельников (перед железной дорогой Львов-Черновцы) вошла в 1931 г. в пределы города Львова. Остальную территорию села включили в город в 1955 г.
В восточной части села находилось урочище Дубина, между нынешними улицами Зелёной и Пасечной, которое было собственностью ордена францисканцев. В 1930-х монахи продали часть своих земель и построили монастырский комплекс, который в советское время вошёл в состав сооружений на территории завода фрезерных станков (ул. Зелёная, 149). В 1937—1939 годах при монастыре построили, по проекту архитекторов Стефана Порембовича и Романа Христовского, в стиле функционализма костёл Христа Короля (Царя), который был освящён римокатолическим архиепископом Болеславом Твардовским в 1942 году. В 1946 г. храм закрыли и в дальнейшем использовали как склад, а позже перестроили под административное помещение. О прежнем культовом назначении здания свидетельствуют остатки колокольни над правой частью фасада.
В советское время на территории Козельник построили несколько крупных промышленных предприятий (ПО «Полярон», завод фрезерных станков, завод «Электробытприбор», Мебельный комбинат, химический завод, домостроительный комбинат) и складских комплексов и баз. Южная часть бывшей пригородной общины стала в 1980-х гг. частью Сиховского жилого массива.